# Морська лисиця
Морська лисиця, Плахур звичайний, Рая колюча, Плахур кольчак (Raja clavata) — хрящова риба родини ромбові скати. Розповсюджений у прибережних водах Атлантичного океану, в Україні — у Чорному та Азовському морях.

## Будова
Розмір самців приблизно 70 — 85 см, самиць — 125 см, вага до 4 кг. Тіло морської лисиці має форму сплюснутого ромбу, який утворений зрощеними головою, тулубом та грудними плавцями. Верхня частина тіла та хвіст вкриті крупними шипами, кінці яких загнуті назад, між якими знаходяться дрібні шипи. Невелика кількість шипів є також на нижній частині тіла. На кінці хвоста розташовані два невеликих спинних плавця. Забарвлення досить мінливе, спина жовтувато-сіра або бура з темними та світлими плямами, нижня частина — біла.

## Спосіб життя
Морська лисиця — донна риба. Малорухлива риба, тримається на дні, де заривається у пісок або мул. Зустрічається переважно на невеликих глибинах, але може опускатися до глибини 300 м (у Чорному морі — до 100 м). Плаває хвилеподібно, рухаючи бічними плавцями. Оскільки рот риби знаходиться на нижній частині тіла, полюючи здобич, що рухається, скат пливе таким чином, щоб опинитися над нею, потім швидко падає вниз та хапає її. Живиться донними ракоподібними (крабами, десятиногими раками), рибою, рідше молюсками. Зимує на глибині.

## Розмноження
Розмножується навесні. Для нересту підходить до берегів, але уникає занадто мілких ділянок з теплою водою та опріснених вод. Самиця відкладає на дно яйця, що мають 6 — 9 см у довжину та 4 — 7 см у ширину. Плодючість від кількох десятків, до кількох сотень яєць, які відкладаються протягом всього літнього періоду. Яйця являють собою випуклі капсули, вкриті роговою оболонкою, що мають у кутках рогові відростки з пучками ниток. Цими нитками яйця заплутуються у водорості та тримаються біля дна. Зародок розвивається протягом 4,5 — 5,5 місяців. Рогова оболонка яйця захищає його від хижаків, але вона здатна пропускати морську воду, забезпечуючи таким чином дихання зародку. Мальок, що з'являється, має довжину 12 — 13 см.

## Значення
Промислове значення в Україні невелике. У деяких північних країнах (Швеція, Данія) м'ясо скатів цінується за свої смакові якості.